# Pangium
Pangium is een geslacht uit de familie Achariaceae. Het geslacht telt een soort die voorkomt in tropisch Azië (Indonesië en de Filipijnen) en in het Pacifisch gebied.

## Soorten
- Pangium edule Reinw.